# Organisation für islamische Zusammenarbeit
Die Organisation für islamische Zusammenarbeit (arabisch منظمة التعاون الإسلامي, DMG Munaẓẓamat at-Taʿāwun al-islāmī; englisch Organization of Islamic Cooperation, kurz OIC; französisch L’Organisation de Coopération Islamique, OCI) ist eine zwischenstaatliche internationale Organisation von derzeit 56 Staaten, in denen der Islam Staatsreligion, Religion der Bevölkerungsmehrheit oder Religion einer nennenswerten Minderheit ist. Die Organisation nimmt für sich in Anspruch, den Islam zu repräsentieren. Mehrere größere Mitgliedsstaaten (Saudi-Arabien, Ägypten, Irak, Algerien, Vereinigte Arabische Emirate, Pakistan, Bangladesch, Malaysia, Indonesien, Türkei und Iran) erheben hinter den Kulissen Führungsansprüche; die jeweils anderen Staaten bestreiten deren Recht dazu. Infolge dieser Rivalitäten ist die OIC seit 2017 kaum handlungsfähig.

## Gründung und Ziele
Eine der Vorgängerorganisationen war der Kongress Islamischer Staaten von 1964 in Somalia. Die Organisation für islamische Zusammenarbeit (OIC, im Folgenden OIZ abgekürzt) wurde am 25. September 1969 in Rabat (Marokko) gegründet. Als Anlass der Gründung nennt die OIZ, dass nach der Eroberung Jerusalems im Sechstagekrieg 1967 die al-Aqsa-Moschee im Einflussbereich Israels lag. Die „Befreiung“ der Moschee und Jerusalems gaben die Gründungsmitglieder der OIZ damals als wichtigste Aufgabe vor. Bei der ersten Außenministerkonferenz der OIZ im saudi-arabischen Dschidda im März 1970 wurde die Einrichtung eines ständigen Generalsekretariats beschlossen, und Dschidda wurde als Sitz der Organisation festgelegt bis zur geplanten „Befreiung Jerusalems“.

### Generalsekretäre
Generalsekretäre seit deren Gründung:
- 1970–1973 Tunku Abdul Rahman Putra Alhaj (Malaysia)
- 1974–1975 Hassan al-Touhami (Ägypten)
- 1975–1980 Amadou Karim Gaye (Senegal)
- 1980–1984 Habib Chatty (Tunesien)
- 1985–1988 Syed Sharifuddin Pirzada (Pakistan)
- 1989–1996 Hamid Algabid (Niger)
- 1997–2000 Azzedine Laraki (Marokko)
- 2001–2004 Abdelouahed Belkeziz (Marokko)
- 2005–2013 Ekmeleddin İhsanoğlu (Türkei)
- 2014–2016 Iyad bin Amin Madani (Saudi-Arabien)[7]
- 2016–0000 Yousef Al-Othaimeen (Saudi-Arabien)[8]

### OIZ-Charta von 1972
Beim dritten Treffen der Außenministerkonferenz der OIZ im Februar 1972 wurden die Hauptanliegen der Organisation verabschiedet. Die OIZ-Charta nennt als wichtigste Ziele die Förderung der islamischen Solidarität und der politischen, ökonomischen, sozialen, kulturellen und wissenschaftlichen Kooperation unter den Mitgliedstaaten, außerdem die Förderung der Anstrengungen der Muslime für ihre Würde, Unabhängigkeit und nationalen Rechte. Weiter will die Organisation die Bemühungen zur Sicherung der heiligen islamischen Stätten koordinieren; außerdem soll sie den Palästinensern helfen, ihre Rechte zu erlangen und die Besetzung ihrer Gebiete zu beenden.
Als allgemeinere Ziele werden genannt, dass die OIZ auf die Ausrottung jeder Form von ethnischer Diskriminierung und Kolonialismus hinarbeiten und die Kooperation und das Verständnis zwischen den Mitgliedstaaten und anderen Staaten fördern soll.

### Suspendierung Ägyptens 1979
Nach dem ägyptisch-israelischen Separatfrieden (Camp-David-Abkommen) war die Mitgliedschaft Ägyptens 1979 suspendiert worden. Vergeblich bemühte sich Ägyptens Präsident Anwar as-Sadat, mit der Liga der arabischen und islamischen Völker eine Gegenorganisation zu errichten. Nach Sadats Ermordung löste dessen Nachfolger Mubarak die Sadat-Liga 1983 wieder auf, 1984 wurde Ägypten wieder in die Organisation für islamische Zusammenarbeit aufgenommen.

### Erklärung der Menschenrechte im Islam 1990
1990 wurde bei der 19. Außenministerkonferenz der OIZ die Kairoer Erklärung der Menschenrechte im Islam beschlossen, welche als Leitlinie der Mitgliedstaaten auf dem Gebiet der Menschenrechte gelten soll. In den abschließenden Artikeln 24 und 25 wird die religiös legitimierte, islamische Gesetzgebung, die Schari’a, als einzige Grundlage zur Interpretation dieser Erklärung festgelegt; indirekt wird damit die Allgemeingültigkeit der 1948 durch die Generalversammlung der Vereinten Nationen beschlossenen Allgemeinen Erklärung der Menschenrechte in Frage gestellt. Auch von der Arabischen Liga wurde 1994 eine Arabische Charta der Menschenrechte verabschiedet, trat jedoch mangels Ratifizierungen nicht in Kraft, bis 2004 eine überarbeitete Version verabschiedet wurde.

### Haltung zurIslamophobie
Im saudi-arabischen Dschidda wurde auf einer OIZ-Konferenz am 11. September 2006 einstimmig beschlossen, eine UN-Resolution zu fordern, in der die Diffamierung aller Propheten und Religionen verboten wird. Zudem soll international für Medien die Meinungsfreiheit gegenüber „religiösen Symbolen“ geregelt werden. Es sollen Strategien erarbeitet werden, die sich gegen anti-islamische Medienberichterstattung richten.
Die Tagung in Dschidda war Folgeveranstaltung einer internationalen Konferenz, die im Mai 2006 von der OIZ in London veranstaltet worden war. Der Fokus dieser Tagung lag auf der Entwicklung von Lösungsansätzen, um einer zunehmenden „Islamophobie“ in Europa zu begegnen.
Auf Antrag der OIZ hat der UN-Menschenrechtsrat in Genf im März 2007 eine Resolution für ein weltweites Verbot der öffentlichen Diffamierung von Religionen verabschiedet. In der Erklärung wird Bezug genommen auf eine Kampagne gegen muslimische Minderheiten und den Islam seit den islamistischen Terroranschlägen vom 11. September 2001 in den USA. Die Entschließung gilt als Reaktion auf die in einer dänischen Zeitung abgedruckten Mohammed-Karikaturen, die im Jahre 2006 in der islamischen Welt z. T. gewalttätige Empörung ausgelöst hatten. Kritisiert wurde die Resolution durch die Menschenrechtsorganisation Human Rights Watch, die dadurch die Grundrechte Einzelner gefährdet sieht. Das Dokument konzentriere sich darauf, Religionen selbst zu schützen, insbesondere den Islam, und nicht die Rechte von Individuen. Der französische Philosoph Pascal Bruckner ergänzte kritisch, dass die Forderung von einer Organisation ausgehe, „die von Dutzenden muslimischer Staaten finanziert wird, welche selbst schamlos Juden, Christen, Buddhisten und Hindus verfolgen“.

### OIZ-Charta von 2008
Im Frühjahr 2008 hat die OIZ ihre noch aus der Zeit des Kalten Krieges stammende Charta von 1972 ersetzt. Die Vertreter der 57 Mitgliedstaaten billigten die neue Charta einstimmig. Die neue Charta bezieht sich erstmals ausdrücklich auf die Menschenrechte. Sie fordert, dass sich die Mitglieder im eigenen Land und international für „Demokratie, Menschenrechte, die grundlegenden Freiheiten, den Rechtsstaat sowie für verantwortungsbewusste Regierungsführung“ einsetzen.

### Umbenennung und Einrichtung eines Menschenrechtsgremiums
Bei einer Tagung am 28. Juni 2011 im kasachischen Astana wurde die Umbenennung der Organisation der Islamischen Konferenz in Organisation für islamische Zusammenarbeit (kurz gelegentlich auch OIZ) und die Einrichtung eines Menschenrechtsgremiums beschlossen. Die neue Institution mit Sitz im saudischen Dschidda soll sich vor allem mit Menschenrechtsverletzungen in den Mitgliedsstaaten befassen.

### Unterstützung der Position der Türkei zum Völkermord an den Armeniern
Am 24. Januar 2012 gab die OIZ eine Erklärung heraus, in der die Kritik der Türkei an der tags zuvor erfolgten Verabschiedung des französischen Armeniergesetzes unterstützt wird, das die Leugnung des Völkermordes an den Armeniern durch die Türkei im Verlauf des Ersten Weltkrieges unter Strafe stellt. Ein derartiges Gesetz „verletze das Recht auf freie Meinungsäußerung“ und stehe, so die OIZ, „nicht in Übereinstimmung mit den historischen Tatsachen“.

### Bekämpfung von LGBT-Rechten
2014 scheiterte die OIZ mit dem Versuch, die Anerkennung der gleichgeschlechtlichen Lebenspartnerschaft durch die UN wieder rückgängig zu machen.
2016 sorgte die OIZ für den Ausschluss sämtlicher LGBT-Verbände von der UN-Konferenz zu HIV/Aids im Juni 2016 in New York.
2024 sind Länder der OIZ unter den Wortführern bei Bestrebungen, die Rechte von Frauen und Menschen mit unterschiedlicher sexueller Orientierung (LGBTQI+) aus UNO-Texten zu streichen.

## Mitgliedstaaten
1. Afghanistan (Gründungsmitglied)
2. Ägypten (Gründungsmitglied)
3. Albanien (seit 1992)
4. Algerien (Gründungsmitglied)
5. Aserbaidschan (seit 1992)
6. Bahrain (seit 1972)
7. Bangladesch (seit 1974)
8. Benin (seit 1983)
9. Brunei (seit 1984)
10. Burkina Faso (seit 1974)
11. Dschibuti (seit 1978)
12. Elfenbeinküste (seit 2001)
13. Gabun (seit 1974)
14. Gambia (seit 1974)
15. Guinea (Gründungsmitglied)
16. Guinea-Bissau (seit 1974)
17. Guyana (seit 1998)
18. Indonesien (Gründungsmitglied)
19. Irak (seit 1975)
20. Iran (Gründungsmitglied)
21. Jemen (Gründungsmitglied)
22. Jordanien (Gründungsmitglied)
23. Kamerun (seit 1974)
24. Kasachstan (seit 1995)
25. Katar (seit 1972)
26. Kirgisistan (seit 1992)
27. Komoren (seit 1976)
28. Kuwait (Gründungsmitglied)
29. Libanon (Gründungsmitglied)
30. Libyen (Gründungsmitglied)
31. Malaysia (Gründungsmitglied)
32. Malediven (seit 1976)
33. Mali (Gründungsmitglied)
34. Marokko (Gründungsmitglied)
35. Mauretanien (Gründungsmitglied)
36. Mosambik (seit 1994)
37. Niger (Gründungsmitglied)
38. Nigeria (seit 1986)
39. Oman (seit 1972)
40. Pakistan (Gründungsmitglied)
41. Palästina (Gründungsmitglied)
42. Saudi-Arabien (Gründungsmitglied)
43. Senegal (Gründungsmitglied)
44. Sierra Leone (seit 1972)
45. Somalia (Gründungsmitglied)
46. Sudan (Gründungsmitglied)
47. Suriname (seit 1996)
48. Tadschikistan (seit 1992)
49. Togo (seit 1997)
50. Tschad (Gründungsmitglied)
51. Tunesien (Gründungsmitglied)
52. Türkei (Gründungsmitglied)
53. Turkmenistan (seit 1992)
54. Uganda (seit 1974)
55. Usbekistan (seit 1996)
56. Vereinigte Arabische Emirate (seit 1972)

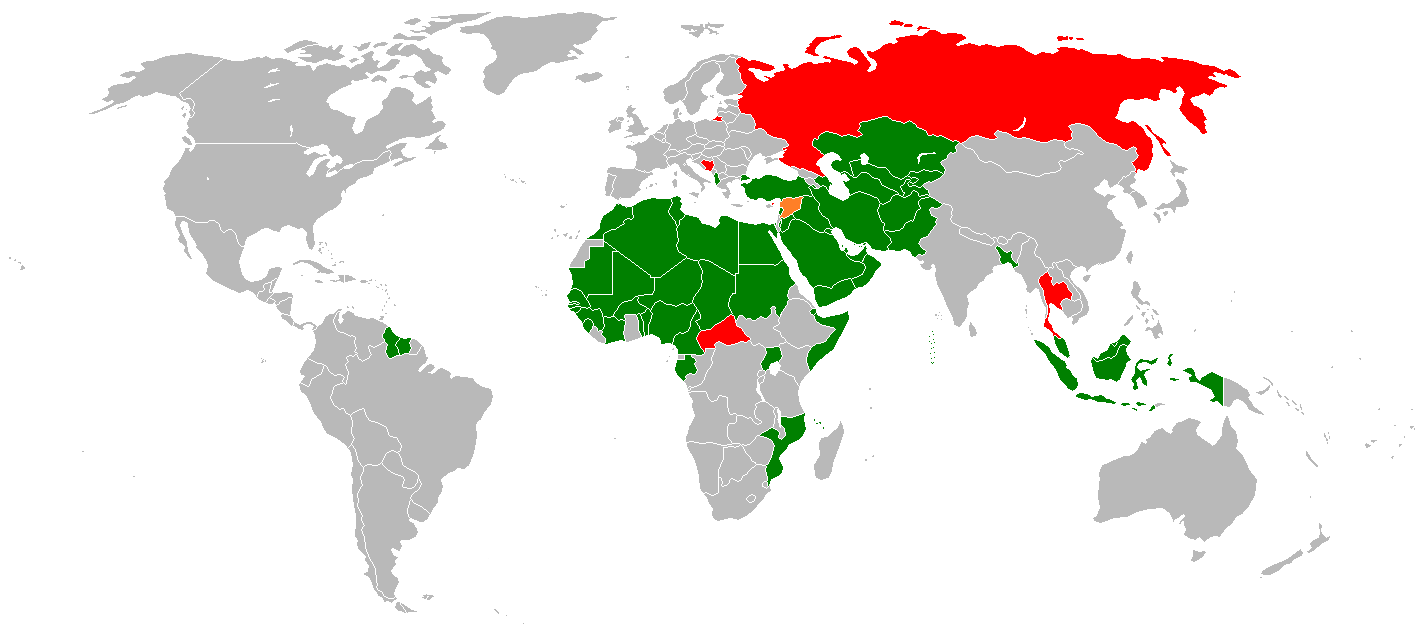
Mitgliedstaaten der Organisation für Islamische Zusammenarbeit
Mitgliedstaaten
Beobachterstaaten
Suspendierte Mitgliedstaaten

Die Regionalregierung des teilautonomen tansanischen Landesteils Sansibar beschloss Anfang 1993, eigenständig der OIZ beizutreten. Die Entscheidung wurde nach Protesten aus Tanganjika (Festlands-Tansania) und politischen Spannungen innerhalb der tansanischen Union im August 1993 rückgängig gemacht.

## Beobachter

### Staaten
1. Bosnien und Herzegowina (seit 1994)
2. Zentralafrikanische Republik (seit 1997)
3. Thailand (seit 1998)
4. Türkische Republik Nordzypern (von 1979 bis 2004 als Muslimische Gemeinschaft Zyperns, seit 2004 als Türkischer Staat von Zypern)
5. Russland (seit 2005)

### Muslimische Gemeinschaften und Organisationen
- Nationale Befreiungsfront der Moros (seit 1977) – (auf den Philippinen bzw. auf Mindanao)

### Islamische Institutionen
- Parlamentarische Union der OIZ-Mitgliedstaaten (PUOICM) (seit 2000)
- Jugendforum der Islamischen Zusammenarbeit (ICYF) (seit 2005)[22]

### Internationale Organisationen
- Afrikanische Union (früher: Organisation für Afrikanische Einheit, seit 1977)
- Arabische Liga (seit 1975)
- Turkischer Rat (seit 2009)
- Bewegung der Blockfreien Staaten (seit 1977)
- Organisation für wirtschaftliche Zusammenarbeit (seit 1995)
- Vereinte Nationen (seit 1976)

## Suspendierte Mitgliedstaaten
- Ägypten (1979–1984)
- Syrien (per Resolution ausgeschlossen am 14. August 2012,[23] zuvor Mitglied seit 1972)

## Abgelehnte Staaten
1. Philippinen
2. Indien

Indien kritisierte die OIZ, da diese Organisation das Gebiet Kaschmir als „von Indien okkupiert“ bezeichnete. Obwohl in Indien etwa zehn Prozent der weltweiten Muslime leben, wurde es (auf Wunsch von Pakistan) von der Mitgliedschaft der OIZ ausgeschlossen.